# 出流原パーキングエリア
出流原パーキングエリア（いずるはらパーキングエリア）は、栃木県佐野市出流原町にある北関東自動車道のパーキングエリア（PA）。出流原スマートインターチェンジを併設する。
PAのトイレ内では、近隣の本線上で放送されているハイウェイラジオ（北関東道出流原局）を放送している。

## 接続する道路
- E50 北関東自動車道（6-1番）
- 栃木県道175号山形寺岡線[2]

## 歴史
- 2010年（平成22年）5月25日 : PAの名称が出流原PAに決定[3]。仮称は佐野PAであった[4]。
- 2011年（平成23年）3月19日 : 太田桐生IC - 佐野田沼IC間開通に伴い、PAが供用開始[1][5]。
- 2017年（平成29年）7月21日 : 当PAに併設のスマートICが国土交通省より新規事業化[6]。
- 2022年（令和4年）
  - 8月5日 : スマートICの名称が出流原スマートICに決定[7]。仮称は出流原PAスマートICであった[6]。
  - 9月19日 : 出流原スマートIC供用開始[7]。

## 施設

### 西行き（高崎方面）
- 駐車場
  - 大型 14台
  - 小型 17台
- トイレ
  - 男性 大4（和式1・洋式3）・小4
  - 女性 9（和式2・洋式7）
  - 車いすトイレ 1
- 自動販売機
- ハイウェイ情報ターミナル

### 東行き（岩舟方面）
- 駐車場
  - 大型 14台
  - 小型 17台
- トイレ
  - 男性 大4（和式1・洋式3）・小4
  - 女性 9（和式2・洋式7）
  - 車いすトイレ 1
- 自動販売機
- ハイウェイ情報ターミナル

### 出流原スマートインターチェンジ
出流原スマートインターチェンジ（いずるはらスマートインターチェンジ）は、出流原PAに併設のスマートインターチェンジである。2022年（令和4年）9月19日に供用開始された。
利用可能車種はETC搭載の全車種で、運用時間は24時間。両方向ともに出入可能である。

## 隣
E50 北関東自動車道
(6) 足利IC - (6-1) 出流原PA/SIC - (7) 佐野田沼IC